# Systembolaget

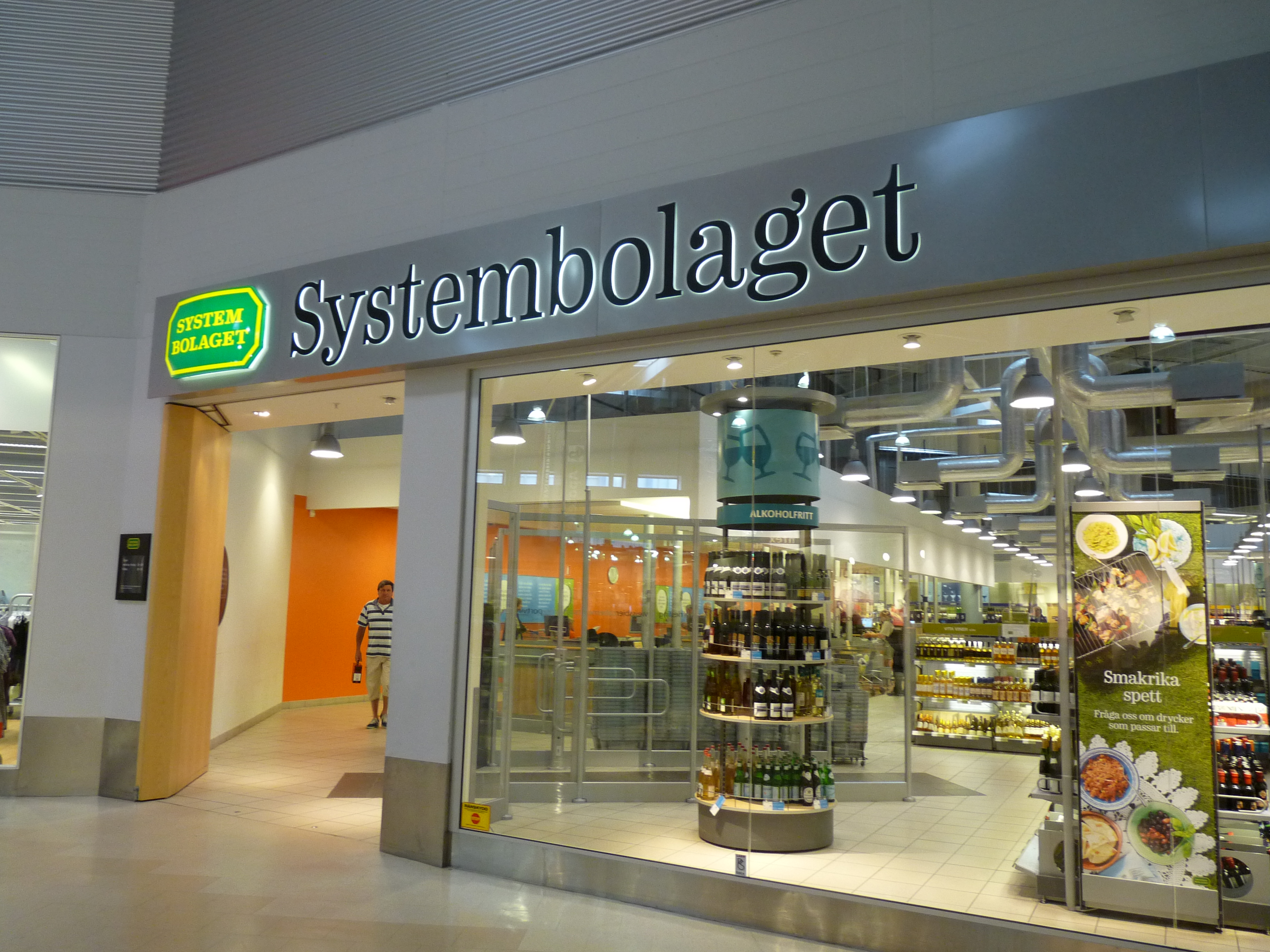
Uma loja estatal de bebidas alcoólicas

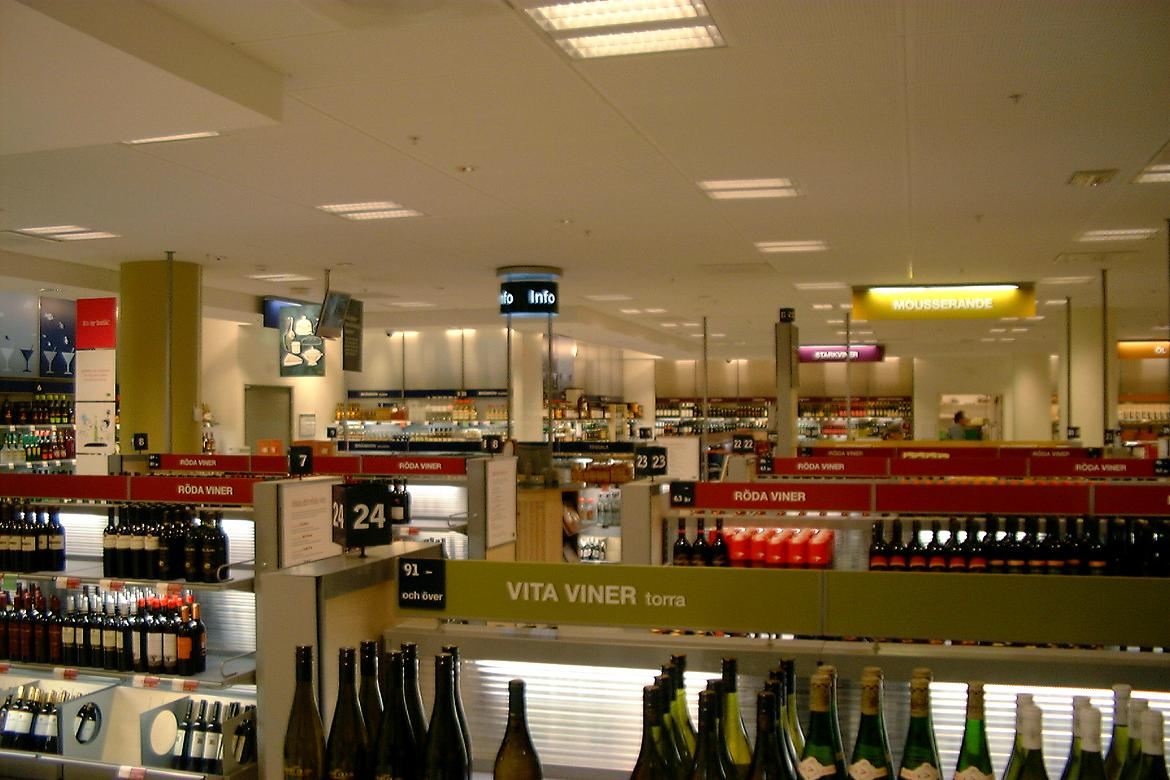
Self-service em Södertälje

O Systembolaget é uma empresa estatal de lojas de bebidas alcoólicas na Suécia.
É propriedade do Estado, e é o único sítio onde se podem comprar bebidas com teor alcoólico superior a 3,5%.

O controlo rigoroso da venda e compra de bebidas alcoólicas, assim como a imposição de elevados impostos sobre estas bebidas,  faz parte da severa política sueca para evitar os problemas causados pelo consumo exagerado de álcool.
As lojas estatais de bebidas alcoólicas – chamadas popularmente ”systemet” ou ”bolaget” – não vendem os seus produtos a menores de 20 anos, nem a pessoas embriagadas ou suspeitas de venda ilegal. 
As 410 lojas existentes vendem 3 000 artigos de cerveja, vinho, licor, aguardente, etc. provenientes de cerca de 40 países. 